# تيكي 100
تيكي 100 (بالإنجليزية: Tiki 100)‏، هي جهاز حاسوب شخصي، صنع من قبل شركة تيكي للبيانات في مدينة أوسلو النرويجية، وصدرت في الأسواق سنة 1984م.